# Наомі Рассел
Нао́мі Ра́ссел, відоміша як Наомі (англ. Naomi Russell; нар. 28 вересня 1983 року, Лос-Анджелес, Каліфорнія, США) — американська порноакторка словацького походження.

## Біографія
Народилася в Лос Анджелесі, США. До 13 років навчалася вдома. Поєднувала роботу правової аналітикині та медсестри. Після отримання роботи в суді залишила медичну практику, яку почала ще в 16 років.
Мала стабільні стосунки з першим партнером: з восьми років разом чотири пара прожила в шлюбі. Одночасно з початком зйомок Рассел розлучилася. Вона повідомляла, що її чоловік був «поганою людиною», і до того ж товаришував з її босом, через що вона не могла ні розлучитися, ні звільнитися.

## Порноіндустрія
Рассел вперше знялася в еротичному фільмі у 21 рік, у серпні 2005. Перед початком зйомок у порно вона не практикувала анальний секс і не займалася сексом з жінками. Плануючи зайнятість чотири дні на тиждень, дуже часто через щільний графік зйомок з семи днів тільки один залишався вільним. На 2011 рік налічувалося 236 фільмів за її участі. 

## Нагороди
- 2006: CAVR Awards: Старлетка року.
- 2007: AVN Award: Найкраща нова старлетка[8]
- 2007: AVN Award: Найкраща POV-сцена з Томмі Ганом — Jack's POV # 2[8]

## Часткова фільмографія
- Naomi: There Is Only One (2006)
- 3 Blowin' Me (2007)
- Blow It Out Your Ass (2007)
- Bubble Butt Bonanza 9 (2007)
- The Fantastic Whores 3 (2007)
- Mayhem Explosions 6 (2007)
- POV Casting Couch 15 (2007)